# Kenny Buttrey
Aaron Kenneth Buttrey (Nashville, Tennessee, 1 de abril de 1945 – ibídem, 12 de septiembre de 2004) fue un baterista estadounidense. Según CMT, fue «uno de los músicos de sesión más influyentes de la historia de Nashville».

## Biografía
Buttrey nació en Nashville y se convirtió en un músico profesional a la edad de once años. Salió por primera vez de gira con Chet Atkins cuando solo tenía catorce años. Trabajó con músicos como Charlie McCoy y tocó también con dos de sus propios grupos, Barefoot Jerry y Area Code 615. Area Code 615 fue conocido por la canción «Stone Fox Chase», que fue música de cabecera del programa musical de la BBC The Old Grey Whistle Test durante la década de 1970.
Sin embargo, fue más conocido como músico de sesión. Formó parte del selecto grupo de músicos de sesión conocidos como The Nashville A-Team y trabajó con una larga lista de músicos, entre los que destacaron Bob Dylan, Neil Young y Jimmy Buffett. Apareció en los discos de Dylan Blonde on Blonde, Nashville Skyline, Self Portrait y John Wesley Harding, así como en los trabajos de Young Tonight's the Night, Harvest y Harvest Moon, y en Changes in Latitudes, Changes in Attitudes, de Buffett.
También trabajó con Joe Simon en temas como «The Choking Kind», «Farther On Down The Road» y «Moonwalk», y con otros artistas como J.J. Cale, Bob Seger, Gordon Lightfoot, Elvis Presley, Mickey Newbury, Donovan, George Harrison, Joan Báez, Peggy Scott and Jo Jo Benson, Dan Fogelberg y Kris Kristofferson. Además de su trabajo en los estudios de grabación, Buttrey fue también miembro de la banda Stray Gators, con la que Young salió de gira en 1972. El mismo año, Buttrey abandonó el grupo a mitad de la gira y fue reemplazado por Johnny Barbata. 
Buttrey también tocó en el grupo Rig. En 1979, fue batería de Chuck Berry durante la grabación de Rock It, su último álbum de estudio, y el mismo año también tocó con el cantante Don Francisco en el álbum Got to Tell Somebody.
Buttrey falleció a causa de un cáncer el 12 de septiembre de 2004.

## Discografía
- 1966, Blonde on Blonde, Bob Dylan
- 1967, John Wesley Harding, Bob Dylan
- 1969, Nashville Skyline, Bob Dylan
- 1970, Self Portrait, Bob Dylan
- 1971, Elvis Sings The Wonderful World Of Christmas, Elvis Presley
- 1972, Harvest, Neil Young
- 1972, Journey Through the Past, Neil Young
- 1972, Moonshoot, Buffy Sainte-Marie
- 1972, Come From The Shadows, Joan Báez
- 1972, Jesus Was A Capricorn, Kris Kristofferson
- 1972, Ladies Love Outlaws, Waylon Jennings
- 1973, Quiet Places, Buffy Sainte-Marie
- 1973, Attempted Mustache, Loudon Wainwright III
- 1974, Seven, Bob Seger
- 1974, 7-Tease, Donovan
- 1975, Home Free, Dan Fogelberg
- 1975, Can't Beat The Kid, Johnny Hammond
- 1975, Tonight's the Night, Neil Young
- 1976, Troubadour, J.J. Cale
- 1980, Shades, J.J. Cale
- 1982, Grasshopper, J.J. Cale
- 1992, Harvest Moon, Neil Young